# Borisav Stanković
Borisav Stanković, cyr. Борисав Станковић (ur. 31 marca 1876 we Vranju, zm. 22 października 1927 w Belgradzie) – serbski pisarz.

## Życiorys
Pochodził z rodziny rzemieślniczej, był synem Stojana i Vaski. W dzieciństwie stracił oboje rodziców i był wychowywany przez babkę Zlatę. W 1902 ukończył studia prawnicze na Uniwersytecie w Belgradzie. Po śmierci babki zdecydował się sprzedać dom we Vranju, do którego już nigdy nie powrócił. Po zakończeniu studiów wyjechał do Paryża. Powrócił do Belgradu, gdzie początkowo pracował w redakcji czasopisma Delo, a następnie jako urzędnik w ministerstwie finansów. W czasie I wojny światowej przebywał w Niszu, a następnie w Czarnogórze, gdzie został aresztowany przez Austriaków i umieszczony w obozie jenieckim w Dervencie (Bośnia). Po powrocie do Belgradu pisał felietony dla czasopisma Beogradske Novine, wydawanego w czasie okupacji austriackiej. Po zakończeniu wojny pracował w ministerstwie edukacji. Zmarł w swoim domu w Belgradzie, 24 października 1927 został pochowany na Nowym Cmentarzu w Belgradzie.
Był żonaty (żona Angelina z d. Milutinović), miał trzy córki.

## Twórczość
Pierwsze utwory Stanković pisał w czasie nauki w gimnazjum we Vranju. Najbardziej znanym jego dziełem pozostaje wydana w 1910 powieść Nieczysta krew, przedstawiająca sytuację młodej kobiety, żyjącej na serbskiej wsi, która nie potrafi wydobyć się z ograniczeń narzuconych przez lokalną obyczajowość. Temat życia na serbskiej prowincji dominował także w innych popularnych utworach pisarza, jak Koštana - opowieść o młodej Cygance, której miłosne podboje dezorganizują życie miasteczka.
- 1894: Majka na grobu svoga jedinca.
- 1899: Iz starog jevanđelja.
- 1902: Koštana, „Komad iz vranjskog života u četiri čina s pevanjem“.
- 1902: Božji ljudi.
- 1902: Stari dani.
- 1907: Pokojnikova žena.
- 1910: Nečista krv.
- 1921: Njegova Belka.
- 1928: Drame.
- 1928: Gazda Mladen.
- 1929: Pod okupacijom.
- 1956: Sabrana dela, I—II.

## Pamięć

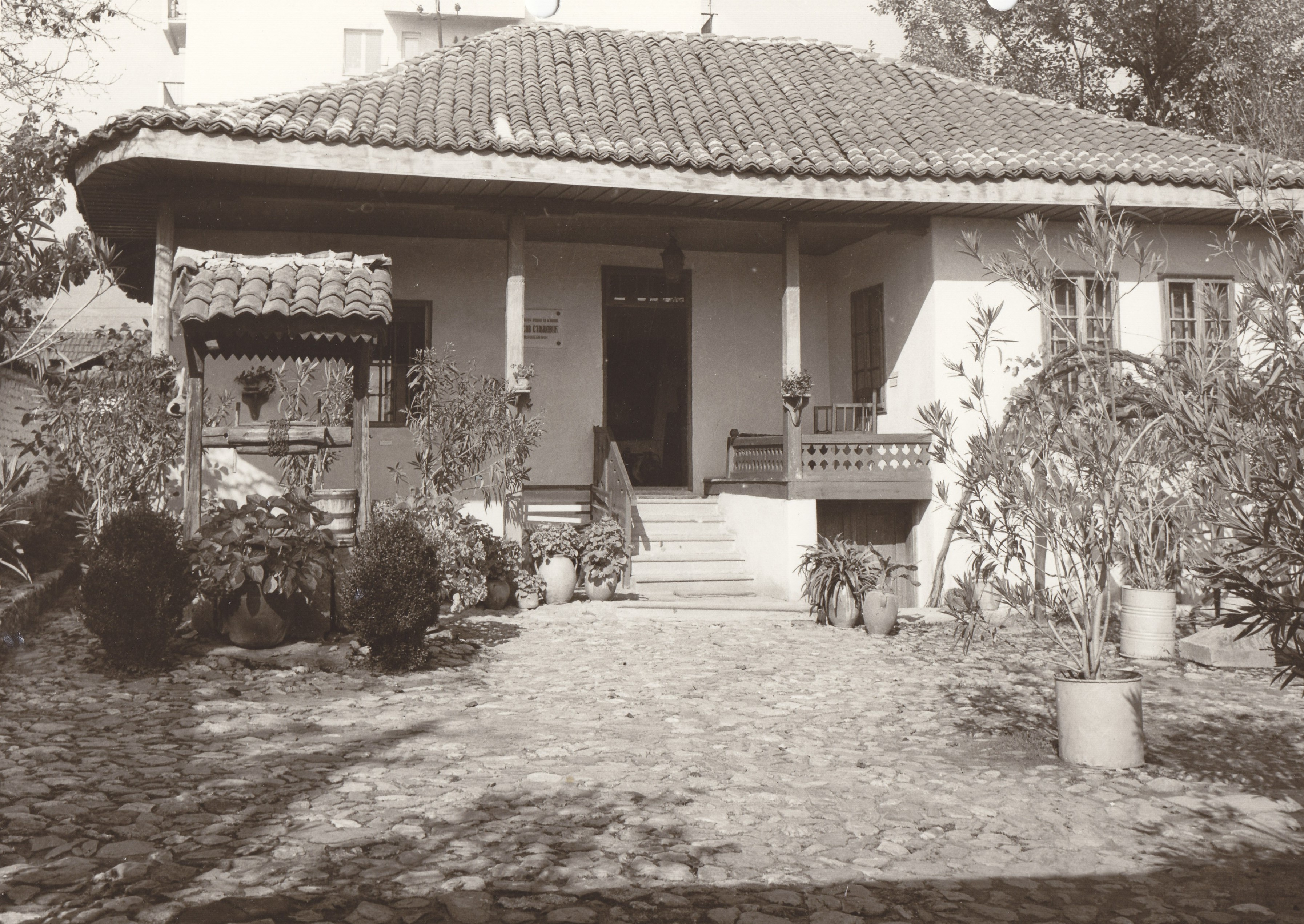
Dom Stankovicia we Vranju

Zachowany do dziś dom Stankovicia we Vranju stanowi oryginalny przykład morawskiego stylu budownictwa ludowego. W 1966 otwarto w tym domu muzeum poświęcone pisarzowi, we wnętrzu znajdują się oryginalne meble z czasów, kiedy Stanković tam mieszkał.